# Weissenburg im Simmental
Weissenburg ist eine kleine Ortschaft in der Gemeinde Därstetten im Verwaltungskreis Frutigen-Niedersimmental des Schweizer Kantons Bern.

## Lage
Weissenburg liegt eingebettet zwischen Stockhornkette und dem Turnenmassiv an der engsten Stelle des Simmentals. Es zählt 220 Einwohner und gehört zur politischen Gemeinde Därstetten. Das Dorf teilt sich in ein Unter- und ein Oberdorf. Auf dem Weg durchs Oberdorf sind der Weiler Bunschen und die Gemeinde Oberwil im Simmental zu erreichen. Nach der hölzernen Brücke, welche die Simme überquert, befindet man sich schon in der politischen Gemeinde von Oberwil. Im Dorf selbst vereinen sich die zwei Flüsse Simme und Buuschebach.

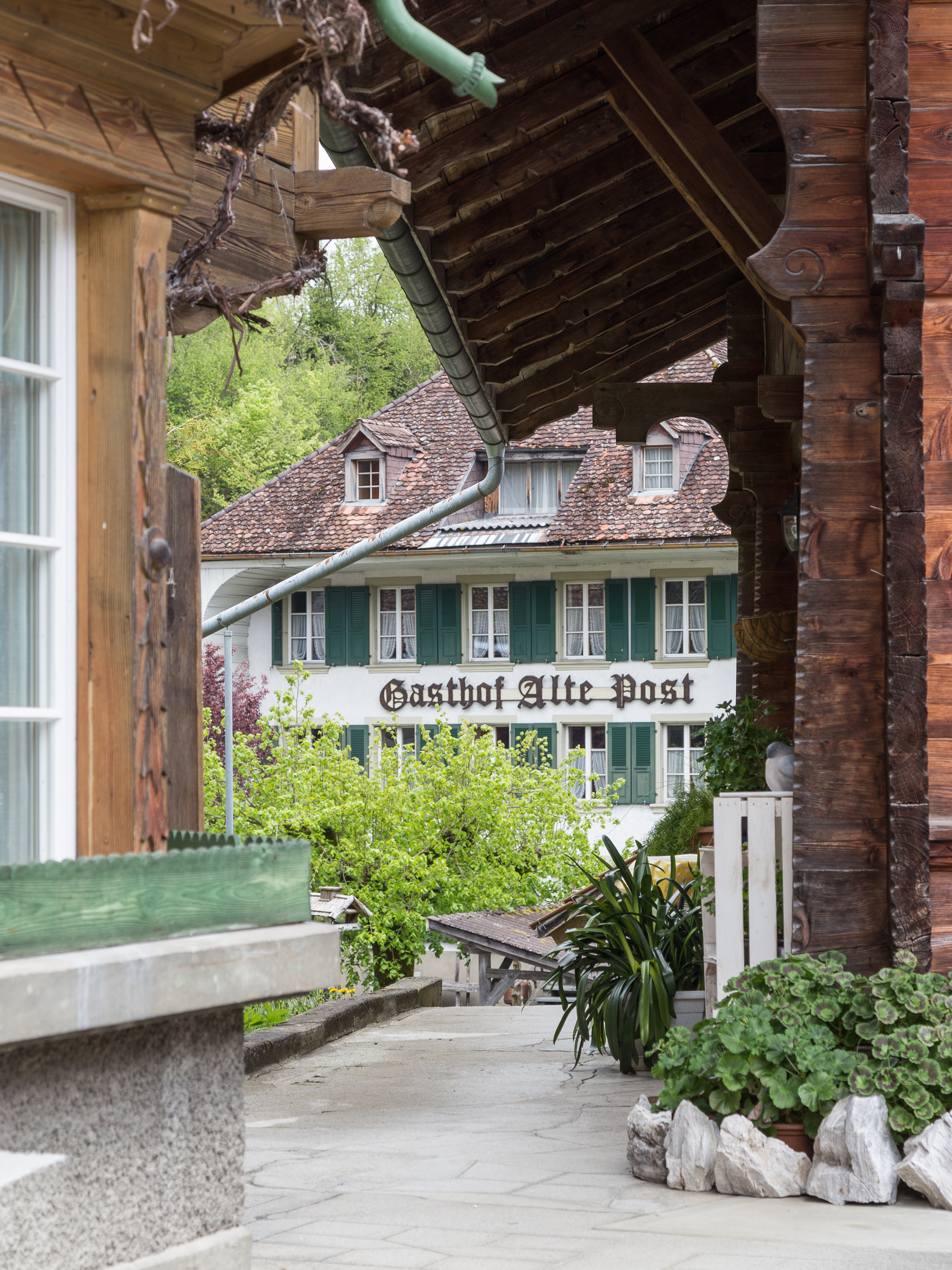
Gasthof «Alte Post» Weissenburg

## Gewerbe
Nach Überlieferungen bestanden um das Jahr 1900, welches auch die Blütezeit des Weissenburgbads war, noch fünf Einkaufsläden. Im Unterdorf existierten bis Ende der 1970er Jahre noch eine Bäckerei, ein Hufschmied und eine Sägerei. Das Oberdorf besteht aus etlichen alten Häusern, unter welchen das Doktorhaus (Geburts- und Wohnhaus der Dichterin Maria Meinen) das markanteste ist. Die fortschreitende Technisierung ersetzte nach und nach die Pferde, und die Mobilität der Einwohner liess das Gewerbe unrentabel werden. So existiert heute  noch ein Kolonialwaren-Laden, welcher die Einwohner oder die Durchreisenden mit den nötigsten Lebensmitteln versorgt. Nebst dem Gasthof «Alte Post» mitten im Dorf sowie dem Restaurant «Sternen» (Schinti), welches über die Holzbrücke zu erreichen ist, existiert auch ein moderner Campingplatz. Der Campingplatz ist sowohl für Dauermieter als auch für Durchreisende bestimmt und liegt direkt an der Simme.

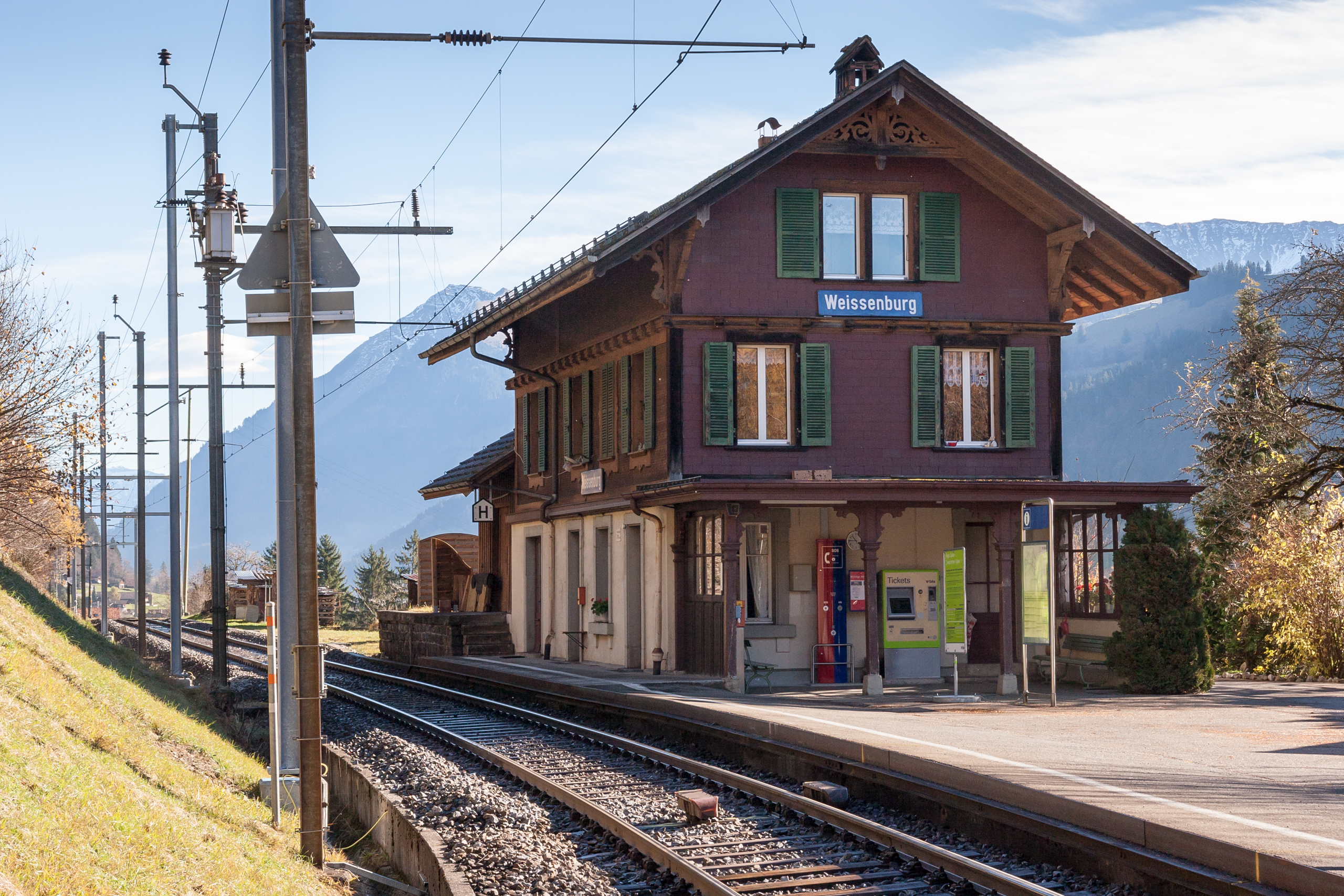
BLS-Bahnhof Weissenburg i. S.

## Naturkatastrophe
Bei einem grossen Unwetter im Jahre 1990 staute sich der Buuschenbach in den Schluchten des Weissenburgbads und überflutete dann mit grosser Wucht das Dorf. Der Bach riss die ehemalige Sägerei mit sich, und die Bevölkerung im Unterdörfli rettete sich Richtung Bahnhöfli, um dem Unglück zu entkommen.

## Geschichte
Über dem Dorf Weissenburg ragen noch zum Teil die markanten Mauerreste der Ruine Weissenburg hervor. Man nimmt an, dass die Weissenburger, deren Burg 1278 zum ersten Mal genannt wird, als Erben der Herren von Erlenbach zu betrachten sind. Denn die von Erlenbach (de Arlunbach) waren, nach den dürftigen Urkundenspuren zu schliessen, die Herren des Niedersimmentals. Die Annahme, die Weissenburger seien ein Zweig der Herren von Erlenbach gewesen, die eine Burg erbaut und sich nach ihr Freiherren von Weissenburg genannt hätten, ist nicht erwiesen. So bleibt die Art der Beziehung der Weissenburger zu den Herren von Erlenbach im Dunkeln, weshalb das Herkommen der Weissenburger unbekannt ist.

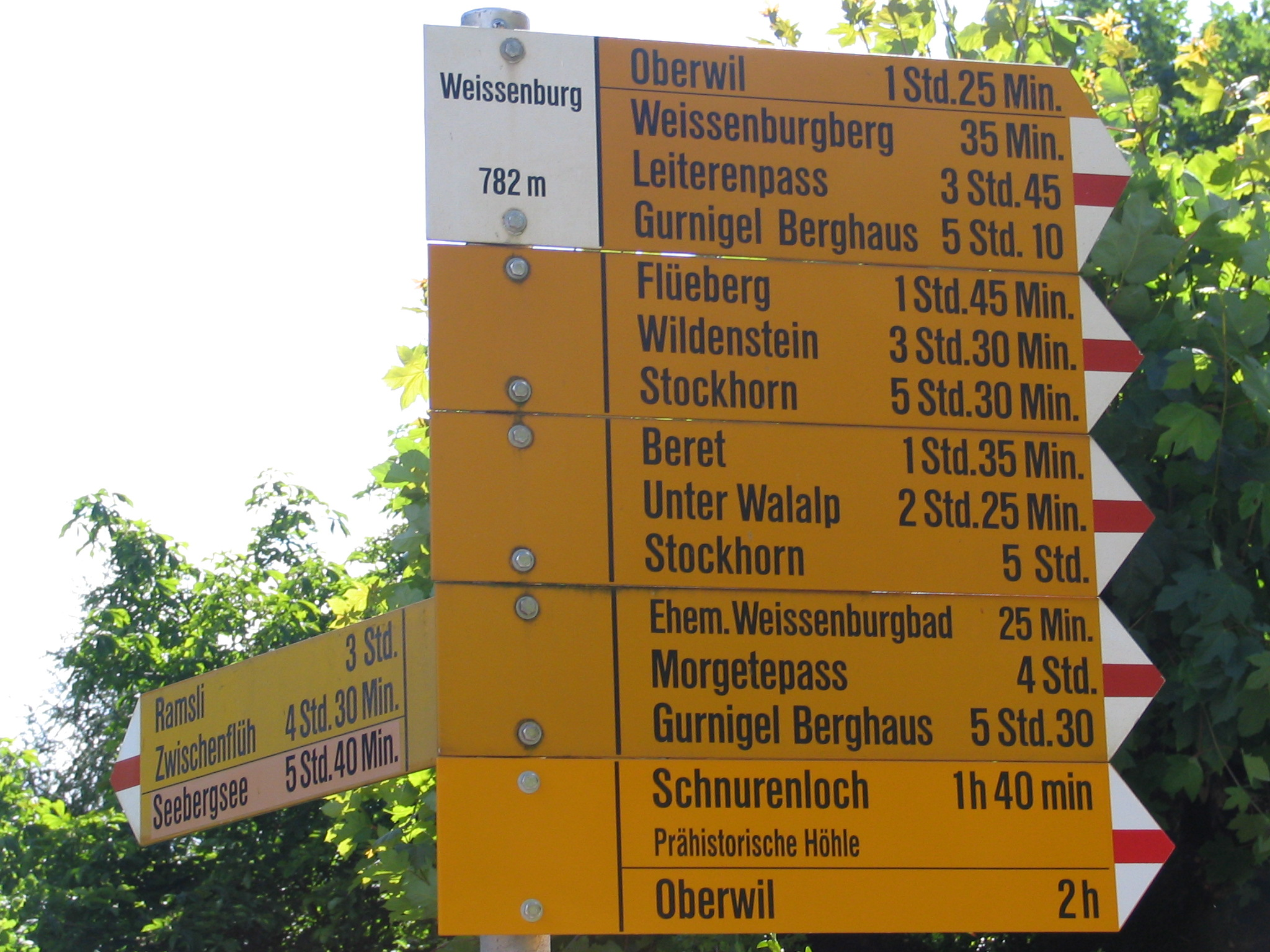
Wanderwegweiser beim Bahnhof Weissenburg

Das Kernstück der alten Anlage lässt sich noch erkennen. Einem 45 m langen, dem Gelände angeschmiegten, elliptischen Mittelbau ist im Osten ein kräftiger runder Wehrturm vorgelagert. Besonders gut erhalten sind die Mauern der Südseite und Teile des Rundturms. Was auf der jäh nach dem Bunschenbach abfallenden Nordseite an Mauerwerk vorhanden war, lässt sich ohne Ausgrabungen nicht mehr erkennen. Ein markantes Teilstück der Nordseite wird zurzeit durch einen Spezialisten und Kenner antiker Mauerarbeiten restauriert.
Der Rundturm steht auf bröckelndem Felsen und weist grosse Risse und Spalten auf. Im Dorf wurde lange vermutet, dass sich im Innern dieser Spalten Zugänge zu den Räumlichkeiten der Burg befänden, was jedoch nach Untersuchungen dementiert wird. Die Weissenburger und ihre Nachfolger seien viel zu grosszügig gewesen, und das Gold sei ihnen leicht durch die Hände geflossen in die Hände von schlaueren Genossen.
«Ds Schlossgärtli», das im Westen der Burg etwas vorgelagert zu sein schien, ist das tiefst ummauerte Plätzlein. Im 18. Jahrhundert stand südlich zur Bunschenstrasse noch ein Turm. Der wurde aber abgetragen, und die Steine wurden wohl zum Häuserbau verwendet. Zwei der stattlichsten Häuser im Dorf, das Doktorhaus und das Gasthaus «Zur alten Post», wurden zum grossen Teil damit erbaut. Im Gasthaus frühstückte am 8. August 1831 der Komponist Felix Mendelssohn Bartholdy, der vom Fenster des Gasthofes aus eine Zeichnung des Dorfes mit dem Doktorhaus anfertigte. Diese beiden Gebäude heben sich denn auch von den übrigen Häusern markant ab.
Aus dem ersten uns bekannten Jahrhundert weissenburgischer Herrschaft lässt sich wenig berichten. Vielleicht zu erwähnen ist, dass die Schübelmatt-Urkunde von 1175 eine Reihe burgundischer Edler im Gefolge Bertholds IV. von Zähringen zeigt. Erwähnt werden auch zum ersten Mal die Herren von Weissenburg.